# François Tombalbaye

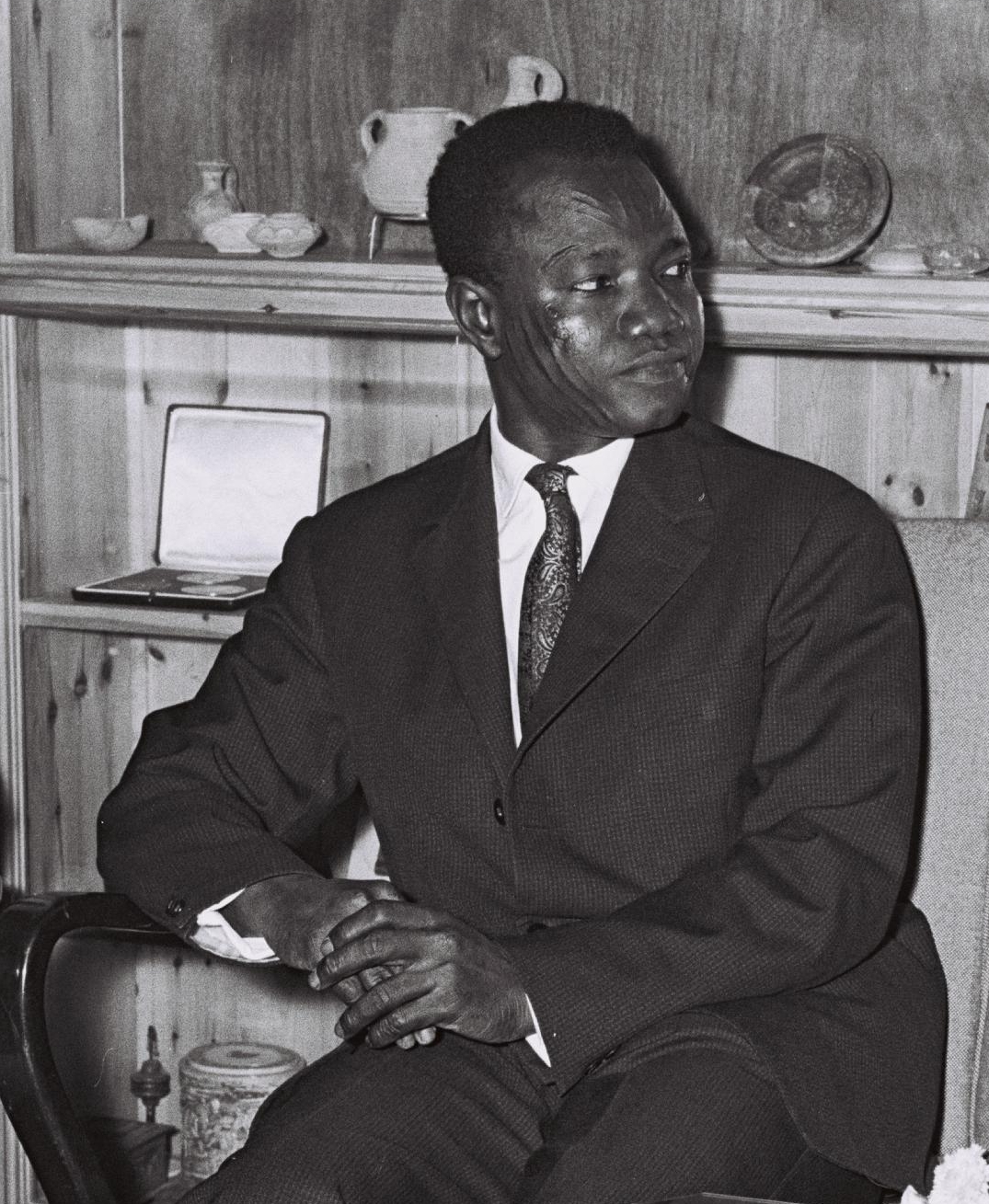
François Tombalbaye

François (sinds 1973 N'garta) Tombalbaye (Bessada, 15 juni 1918 – Ndjamena, 13 april 1975) was van 1960 tot 1975 de eerste president van Tsjaad.
Tombalbaye was afkomstig uit het christelijke en animistische zuiden van Tsjaad. Tombalbaye was zakenman en werkzaam bij de onderwijsinspectie. In 1946 was hij medeoprichter van de Parti Progressiste Tchadien (PPT). De PPT maakte toen nog deel uit van de Rassemblement Démocratique Africain (RDA) van de Ivoriaanse leider Félix Houphouët-Boigny. In 1950 werd hij lid van de Territorale Raad van Frans-West-Afrika, waarvan hij later voorzitter van werd.
In 1957 kende de Franse overheid Tsjaad een beperkte mate van autonomie toe binnen de Franse Gemeenschap. Gabriël Lisette, de voorzitter van de PPT werd president van de regeringsraad en Tombalbaye werd minister. In het voorjaar van 1959 viel de regering-Lisette en twee andere partijen dan de PPT vormden een kortstondige coalitie. Tombalbaye zette Lisette uit al zijn partijfuncties en nam zelf het voorzitterschap van de PPT op zich. In juni 1959 kwam Tombalbaye als minister-president van Tsjaad aan de macht. In 1960 verkreeg Tsjaad zijn onafhankelijkheid. Noord-Tsjaad bleef echter onder bestuur van een Franse gouverneur staan om zo religieuze/etnische conflicten tussen de zuidelijke christenen en animisten en de noordelijke moslims te voorkomen. 
Na de onafhankelijkheid werd Tombalbaye tot president van de republiek gekozen. Daarnaast behield hij de post van minister-president. In 1962 verbood hij alle politieke partijen behalve de Parti Progressiste Tchadien (PPT). In 1965 droeg Frankrijk het bestuur van Noord-Tsjaad over, waarna er direct een burgeroorlog uitbrak. In 1969 sloot Tombalbaye een defensieakkoord met Frankrijk waarna de Fransen militairen naar Tsjaad zonden om het regeringsleger te ondersteunen.
Tijdens de burgeroorlog kondigde Tombalbaye de noodtoestand af en werd zijn positie als president versterkt. Het regime van de president kreeg steeds duidelijker een autoritair karakter. Tombalbaye, die aanvankelijk gesteund werd door de zuiderlingen, vervreemdde zich uiteindelijk van hen vanwege zijn dictatoriale regeerstijl. In 1972 trokken de Fransen zich uit Tsjaad terug.
In april 1975 kwam Tombalbaye bij een staatsgreep om het leven.